# Angolabarbe
Die Angolabarbe (Enteromius fasciolatus, Syn.: Barbus fasciolatus, Barbus bariloides Boulenger, 1914), auch Blaustrichbarbe, Rotflankenbarbe oder Tigerbarbe genannt, kommt im südlichen Afrika im Kunene, Okavango, im oberen und mittleren Sambesi, im Kafue, im oberen Kongobecken (Luongo, Luapula), in den Bangweulusümpfen und in der Kariba-Talsperre vor.

## Merkmale
Die Angolabarbe wird 5 bis 7 cm lang und hat eine gattungstypische, langgestreckte, seitlich abgeflachte Gestalt. Weibchen sind deutlich kräftiger, Männchen schlanker. Ihr Rücken ist bräunlich bis graugrün, die Körperseiten sind orange bis rötlich und mit 12 bis 16 schmalen, dunklen Querstreifen gemustert. Das Art-Epitheton fasciolatus bedeutet „fein gestreift“. Der dritte und der letzte können zu einem Fleck verbreitert sein. Der Bauch ist weißlich, die Flossen sind gelblich, die Rückenflosse trägt einen karminroten Fleck. Junge Weibchen sind häufig tintenrot. Die Schwanzflosse ist gegabelt. Ihre Seitenlinie ist vollständig. Die Angolabarbe besitzt zwei gleich lange Bartelpaare.
- Flossenformel: Dorsale 3/8, Anale 3/5.
- Schuppenformel: 28–30 (mLR)

## Lebensweise
Sie bewohnt sauerstoffreiche, gut bewachsene Gewässer und ist scheu. Ihre Hauptaktivitätszeit ist der frühe Morgen und der späte Nachmittag. Die Angolabarbe ernährt sich von Würmern, Krebstieren, Insekten und pflanzlichem Material. Beim Laichen geben die Weibchen 150 bis 200 Eier ab. Die Jungfische schlüpfen temperaturabhängig nach etwa 50 Stunden, schwimmen nach weiteren 3 bis 4 Tagen frei und können schon nach 6 Monaten ausgewachsen sein.